# 陈百屏
陈百屏（1913年—1993年），男，安徽庐江人，中国固体力学家、教育家，曾任西北工业大学教授、博士生导师。